# Brezrokavnik
Brezrokavnik  je čez pas segajoče volneno, platneno ali sintetično oblačilo brez ovratnika in rokavov. Oblači se čez glavo ali zapenja z gumbi ali zadrgo.
Brezrokavniki s številnimi žepi so priljubljeni pri lovcih, ribičih in popotnikih.